# Losharik (AS-12)
Losharik (em russo: Лошарик) é a alcunha de um submarino russo. Um nome popular, mas incorreto (que muitas fontes da mídia ainda utilizam) para esse tipo de submarino é Projeto 210. O nome real é AS-12 (em russo: АС-12, onde "АС" significa "Атомная Станция" do termo naval oficial russo "атомная глубоководная станция", em português "estação nuclear em águas profundas") do Projeto 10831. É alimentado por um reator nuclear e acredita-se ser capaz de operar a uma profundidade de muitos milhares de metros devido aos elementos únicos de construção esférica. A profundidade operacional exata é desconhecida, mas sabe-se que este submarino operou a cerca de 2000 a 2500 metros de profundidade no Ártico em 2012. Para a Organização do Tratado do Atlântico Norte, o nome deste submarino é NORSUB-5.

## Origem do nome
A alcunha foi sugerida pelos construtores do casco multi-esférico e foi tirado de um personagem de desenho animado russo de mesmo nome, Losharik, um cavalo de brinquedo composto de pequenas esferas. O nome Losharik é uma palavra-valise: "лошадь" ("loshad" - cavalo) e "шарик" ("sharik" - pequena esfera).

## Incêndio de 2019
Um incêndio irrompeu no navio em 1 de julho de 2019, enquanto este fazia medições subaquáticas no fundo do mar em águas territoriais russas. Quatorze dos tripulantes foram mortos por inalação de fumaça tóxica. O incêndio, que eclodiu por volta das 20h30, horário local, foi extinto e o navio retornou à base russa da Frota do Norte, em Severomorsk. O incidente foi a pior perda de vidas em um submarino russo desde o acidente do K-152 Nerpa, em 2008, que matou 20 homens. O chefe-comandante da Marinha russa iniciou uma investigação sobre a causa do incêndio.